# 巍岭乡
巍岭乡，是中华人民共和国安徽省安庆市岳西县下辖的一个乡镇级行政单位。

## 行政区划
巍岭乡下辖以下地区：
夹河村、巍岭村和杨河村。